# Sonnenstein von Beckstedt

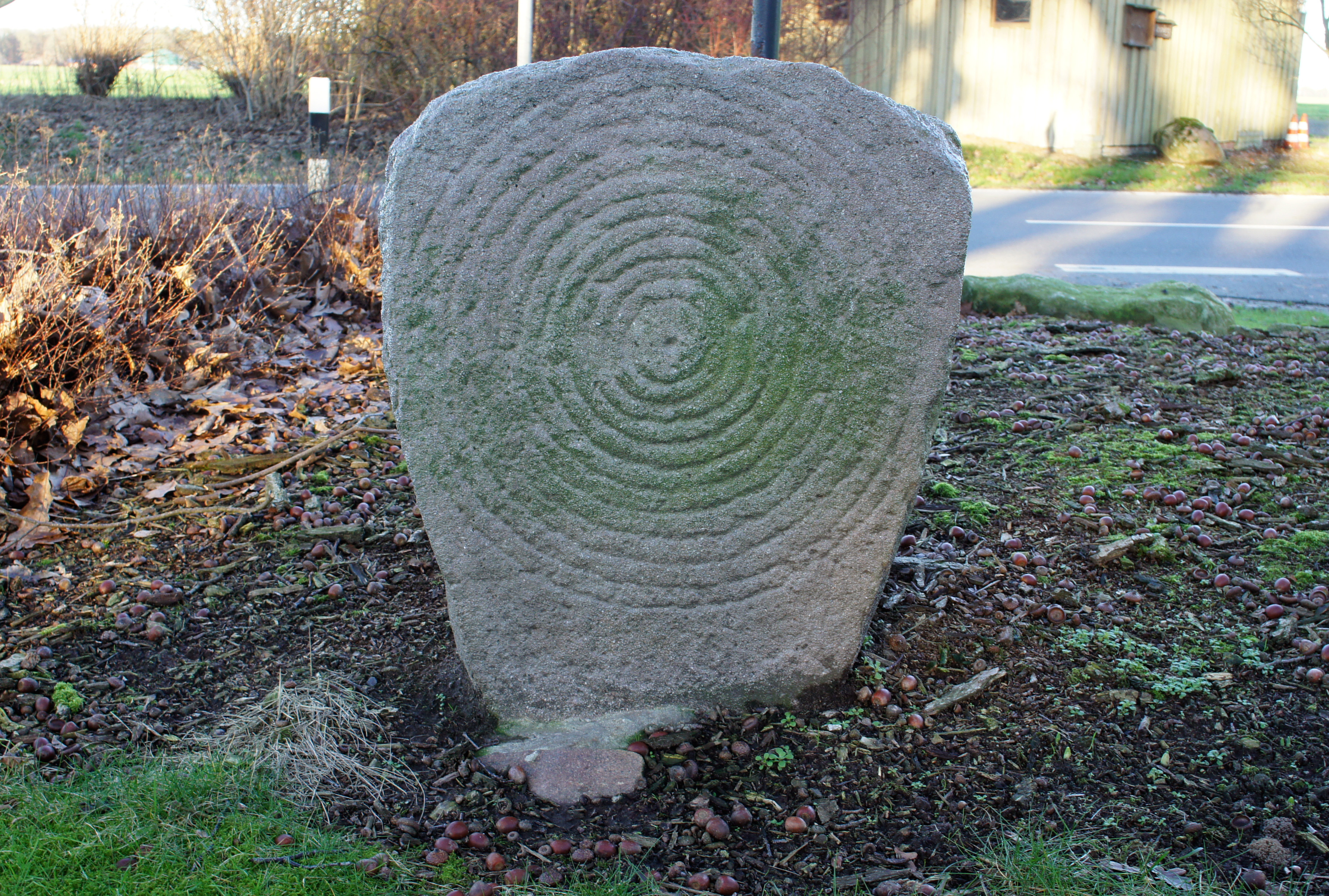
Der Sonnenstein von Beckstedt (Nachbildung)

Der Sonnenstein von Beckstedt ist eine etwa wappenförmige etwa 0,9 m hohe Platte aus rötlichem Granit.
Das zu Colnrade gehörende Beckstedt liegt im Landkreis Oldenburg, in der Wildeshauser Geest etwa neun Kilometer südöstlich von Wildeshausen in Niedersachsen. Eine sehr gute Nachbildung des Sonnensteins steht an der Bushaltestelle von „Beckstedt“. Der Ort Colnrade führt den Stein im Wappen.

Wappen von Colnrade mit dem Sonnenstein

Auf der ebenen Vorderseite sind 11 konzentrische Kreise um ein mittleres Schälchen eingearbeitet. Der Stein wurde 1923 beim Abbruch eines Bauernhauses aus dem 17. Jahrhundert im Fundament gefunden. Er wurde verkauft und in einem Steingarten aufgestellt, wo ihn der Heimatforscher Hans Müller-Brauel entdeckte. Der Sonnenstein ging 1955 an das spätere Ludwig Roselius Museum in Bremen. Durch Übernahme der Sammlung befand er sich seit 2004 im Archäologischen Landesmuseum Schloss Gottorf in Schleswig. Als Dauerleihgabe befindet sich der originale Sonnenstein seit 2025 in einer Vitrine im renoviertem Dorfgemeinschaftshaus in Colnrade.
Befunde, die eine Einordnung des ungewöhnlichen Steines erlauben, gibt es nicht. Darstellungen ähnlicher Art gibt es auf bronzezeitlichen Fundstücken und Felsritzungen im südlichen Skandinavien. Auf den Britischen Inseln stößt man bei Felsritzungen (Cup-and-Ring-Markierungen) und in Megalithanlagen auf dieses Motiv. Möglicherweise hatten die Darstellungen eine Bedeutung im Rahmen des bronzezeitlichen Kultes.